# Episema korsakovi
Episema korsakovi là một loài bướm đêm trong họ Noctuidae.